# Actinostemmateae
Actinostemmateae je tribus iz porodice tikvovki raširen od Indije do Japana i Rusije. Postoje dva roda sa ukupno četiri vrste.
Tribus je opisan 2011.

## Rodovi
1. Actinostemma Griff.
2. Bolbostemma Franquet